# Electropop
El electropop, también conocido a partir de los años 2000 como pop electrónico, es un subgénero del synth pop que apareció a finales de la década de 1970 consistente en una base pop, con una línea de sonido frío y sintético con tintes robóticos y futuristas inspirado en el estilo del grupo Kraftwerk, en contraposición al más alegre, cálido y cercano al pop rock con el que emergió el synthpop años antes. 
Primeramente se le denominó coldwave, aunque fue usado poco tiempo por la confusión creada con su relación con la new wave y los orígenes del dark wave por lo que se pasó a denominarle retrospectivamente electro pop para unificar orígenes con el electro funk. Por todo este baile de nombres no hay un consenso claro establecido de los límites entre lo que es synthpop y lo que es, además de synthpop, electropop.
El estilo revivió desde finales de la década de los años 1990 gracias en parte a la popularidad del electroclash y del electro house. A partir de 2008, y como subgénero del dance pop, alcanzó el éxito mundial de la mano de una gran cantidad de artistas de gran Renombre como: Lady Gaga, David Guetta, Madonna, Kylie Minogue, Britney Spears, t.A.T.u. o Calvin Harris, Tiësto, Alesso, Steve Aoki, Kygo, Aitana (cantante) y Emilia Mernes (Influencia pop entre los jóvenes argentinos)

## Historia

### Orígenes
El 14 de enero de 1977, David Bowie publicaba su undécimo álbum, Low, considerado uno de los primeros álbumes de electropop y frecuentemente citado como uno de los más influyentes. La publicación Pitchfork lo nombró el mejor disco de la década de 1970.
El 26 de noviembre de 1977, el semanario musical británico Sounds presentó en su portada a Ralf Hütter y Florian Schneider de Kraftwerk, tras la publicación de su álbum Trans-Europe Express, uno de los más influyentes de la década. En ese número se utilizó el término "Cold wave", que posteriormente fue reemplazado por "electropop" para evitar confusiones con los orígenes del dark wave.
Entre los pioneros tempranos del electropop se encuentran la banda japonesa Yellow Magic Orchestra, The Human League con "Being Boiled" (1978) y Tubeway Army con "Are Friends Electric?" (1979). En sus inicios, el género utilizaba principalmente sintetizadores monofónicos, generando un sonido austero y mecánico, pero con estructuras propias del pop o pop/rock.

### Años 1980
Durante la década de 1980, el género alcanzó gran popularidad con éxitos de grupos como Visage ("Fade to Grey", 1980), Soft Cell ("Tainted Love", 1981), The Human League ("Don't You Want Me?", 1981) y New Order ("Blue Monday"). El electropop evolucionó hacia el tecno pop, manteniendo sonidos sintéticos pero con una estética más pulida, en parte influenciada por el movimiento New Romantic.
El género fue clave en el surgimiento del house y, sobre todo, del techno durante la segunda mitad de la década.

### Años 1990
En los años 90, el estilo clásico del electropop fue relegado a un segundo plano, aunque seguía presente en temas como "Killer" de Adamski (1990) o "Sweet Harmony" de The Beloved (1992). No obstante, su legado se mantuvo vivo en los sonidos del techno, el trance y el eurodance clásico.
Hacia finales de la década surgió el electroclash, una fusión de electro, techno, synthpop, new wave y punk, con artistas como Anthony Rother y DJs como Dave Clarke.

### Años 2000
Durante los años 2000, el electroclash ganó popularidad e influyó en artistas mainstream. Madonna incorporó elementos del estilo en su álbum American Life (2003), particularmente en el tema "Die Another Day". También destacaron Goldfrapp con el álbum Supernature.
En esta década surgió el electro house, caracterizado por el uso de sintetizadores de baja frecuencia con texturas "crujientes" o "sucias", lo que terminó influenciando al dance pop comercial. Este sonido alcanzó su pico hacia 2008, con gran éxito en las listas internacionales.

### Años 2010
Durante los años 2010, medios como Billboard y MTV destacaron a Kylie Minogue como una de las máximas exponentes del electropop.
También incursionaron en el género artistas como Madonna, Imagine Dragons, Pet Shop Boys, Taylor Swift, Lady Gaga y Bea Miller. Más tarde se sumaron Britney Spears, Christina Aguilera, Beyoncé, Demi Lovato, Shakira, Rihanna, Katy Perry, Zara Larsson, Sia, Selena Gomez, Miley Cyrus, Lorde, Owl City, Marina and the Diamonds y Ke$ha.
En Europa, se destacaron artistas como Yurena, Fangoria, La Prohibida, Silica Gel, Oblique y Maralia (España), Lena Meyer-Landrut y Kim Petras (Alemania), t.A.T.u. (Rusia) e Inna (Rumania). En el Reino Unido sobresalen Mika, Anne-Marie, Ellie Goulding, Mabel, Calvin Harris, Hot Chip y Clean Bandit. También se destacaron artistas de ascendencia kosovar como Rita Ora, Bebe Rexha, Dua Lipa, Ava Max y Era Istrefi.
En 2017, la banda Linkin Park adoptó un enfoque electropop con su séptimo álbum, One More Light.

### Escena por países
Chile:  
El sello Clubizarre (2004–2005), producido por Electroglam, impulsó bandas como Pornogolossina, Quierostar, Kinderporno, Ramonalove e Indescencia Transgénica. A partir de 2007, surgió la escena Nu.Pop con artistas como Dimmy y Malbadisco. Destacaron también Javiera Mena, The Plugin, Lulú Jam!, Tunacola, Giovanni Gellona, Victoria Mus y Adrianigual.
Argentina:  
En Buenos Aires se celebran las fiestas "Divas y Divos", y a fines de 2009 surgió un nuevo movimiento electrónico con bandas como Beat Cairo, Lastrax, Distant Project, Miranda!, Lourdes, Law pop y Blop!, muchas editadas por el sello Libervox Récords.
Colombia:  
Figuras destacadas son Sara Tunes, Yudo, Exdual Visión, Bomba Estéreo, Monsieur Periné, Pedrina y Río, ChocQuibTown, Martina La Peligrosa, Greeicy, Ventino y Anasol.
México:  
Se destacan FASE, Sentidos Opuestos, Kabah, OV7, Moenia, Belanova, Fr3shpop!, Deduplex, Fey y María Daniela y su Sonido Lasser.
Otros países:  
En Uruguay destaca Dani Umpi; en Perú: Nsamble, Deimos, Irinum y Maripop. Entre los exponentes más recientes en Europa están Roosevelt y Marc Engelhard.